# مارجريت حسن
مارجريت حسن (بالإنجليزية: Margaret Hassan) - (18 أبريل 1945 - نوفمبر 2004) هي مواطنة أيرلندية من اصل عراقي تم اختطافها وقتلها في العراق عام 2004. وتم العثور على جثتها بدون ذراع وارجل